# Steatoda nobilis
Steatoda nobilis is een spinnensoort uit de familie van de kogelspinnen (Theridiidae). De wetenschappelijke naam van de soort werd in 1875, als Lithyphantes nobilis gepubliceerd door Tamerlan Thorell.
Steatoda nobilis is de giftigste spin van Groot-Brittannië en Ierland. De beet is pijnlijk en kan zwellingen veroorzaken vergelijkbaar met een bijen- of wespensteek. De spin is oorspronkelijk afkomstig van de Canarische Eilanden en Madeira.